# Stalked at 17
Stalked at 17 (bra Atormentada aos 17) é um filme estadunidense de 2012, do gênero suspense, dirigido por  Doug Campbell.

## Sinopse
Grávida aos 17, a jovem Angela sofre com a perseguição de Chad, o pai da criança, que a ameaça de morte caso ela não reate o relacionamento.